# Arméns taktiska stab
Arméns taktiska stab (ATS) var en högre taktisk ledningsstab inom Försvarsmakten som verkade i olika former åren 1994–2018. Förbandsledningen var förlagd i Stockholms garnison i Stockholm.

## Historik
Den 30 juni 1994 upplöstes och upphörde Arméstaben som stab och myndighet. I dess ställe bildades den 1 juli 1994 Arméledningen ingående i det nybildade Högkvarteret. Arméledningen var en produktionsenhet och stod direkt under myndighetschefen, det vill säga överbefälhavaren.
Genom försvarsbeslutet 1996 kom Arméns samtliga truppslagscentrum att avvecklas den 31 december 1997. Dess uppgifter kom istället att övertas den 1 januari 1998 av Arméns taktiska centrum (ATAC). De truppslagsskolorna som tidigare produktionleddes från respektive truppslagscentrum kom nu istället att ledas av Arméns taktiska centrum (ATAC), dit även stabspersonal från de upplösta truppslagscentrumen tillfördes.
Den 1 juli 1998 antogs namnet Armécentrum (ArméC). I samband med denna omorganisation försvann även befattningen inspektör för respektive truppslag, i dess ställe inrättades befattningen Generalinspektörer för armén. Generalinspektörer för armén var samtidigt chef för Armécentrum.
Inför försvarsbeslutet 2000 föreslog regeringen i sin propositionen för riksdagen, att den taktiska nivån bör reduceras genom att fördelnings- och försvarsområdesstaber samt marinkommandon och flygkommandon skulle avvecklas. Detta för att utforma ett armétaktiskt, marintaktiskt respektive flygtaktiskt kommando vilka skulle samlokaliseras med operationsledningen. Förslaget som antogs av riksdagen innebar att samtliga fördelnings- och försvarsområdesstaber samt marinkommandon och flygkommandon upplöstes och avvecklades. Från den 1 juli 2000 gick Försvarsmakten in i den nya organisationen, och samtidigt bildades Operativa insatsledningen (OPIL). Operativa insatsledningen bildades bland annat av delar ur Högkvarterets operationsledning, och övertog den taktiska ledningen från de avvecklade fördelningsstaberna, marinkommandona och flygkommandona. Därmed minskades den operativa och taktiska verksamheten i Sverige från cirka 2.000 personer till cirka 300. Försvarsbeslutet medförde även att Armécentrum avvecklades som en självständig stab, och istället kom Armécentrum från den 1 juli 2000 verka som Arméns taktiska kommando (ATK). Arméns taktiska kommando var ett av tre taktiska kommandon inom Operativa insatsledningen (OPIL). 
Den 1 januari 2003 ändrades befattningen "Generalinspektör för Armén" till "Arméinspektören". Den 1 april 2007 omorganiserades kommandot, och fick sitt nuvarande namn Arméns taktiska stab (ATS). Arméns taktiska stab kom då att organiseras under Insatsledningen. Sedan den 1 januari 2014 finns åter en befattning som Arméchef (nu: AC), denna gång i Högkvarterets Produktionsledning.
I februari 2018 föreslog Försvarsmakten i sitt budgetunderlag för 2019 till regeringen en omorganisation av Försvarsmaktens ledning. Förslaget var bland annat utformat med en ny ledning och nya organisationsenheter på nya orter. Det för att ge bättre förutsättningar för en robust och uthållig ledning. De nya organisationsenheter som Försvarsmakten önskade bilda föreslogs benämnas Arméstaben, Flygstaben samt Marinstaben. Dessa skulle bildas genom en sammanslagning av produktionsledning och insatsledning, samt andra kompletterande delar från bland annat Högkvarteret och Försvarets materielverk. Staberna föreslogs bildas den 1 januari 2019 och ledas under en arméchef, en marinchef och en flygvapenchef.

## Verksamhet
Arméns taktiska stab var den del av Insatsledningen som taktiskt ledde förbanden inom Sveriges armé i nationella och internationella insatser.

## Förband ingående i de svenska arméstridskrafterna
Krigsförband ingående i de svenska arméstridskrafterna.

- - 91. artilleribataljonen
  - 92. artilleribataljonen
  - 12. motoriserade skyttebataljonen
  - 31. lätta skyttebataljonen
  - 21. ingenjörsbataljonen
  - 22. ingenjörsbataljonen
  - 11. ledningsplatsbataljonen
  - 61. luftvärnsbataljonen(P 4), Skövde.
  - 2. brigadstaben
  - 2. brigadspaningskompaniet
  - 41. mekaniserade bataljonen
  - 42. mekaniserade bataljonen
  - 18. stridsgruppen
  - 71. motoriserade bataljonen
  - 72. mekaniserade bataljonen
  - 3. brigadstaben
  - 3. brigadspaningskompaniet
  - 191. mekaniserade bataljonen
  - 192. mekaniserade bataljonen
  - 193. jägarbataljonen
  - 1. tungtransportkompaniet
  - 1. logistikbataljonen
  - 2. logistikbataljonen
  - 1. trafik- och transportledningskompaniet
  - 1. sjvförstärknings-kompaniet
  - 2. sjvförstärknings-kompaniet

## Förläggningar och övningsplatser

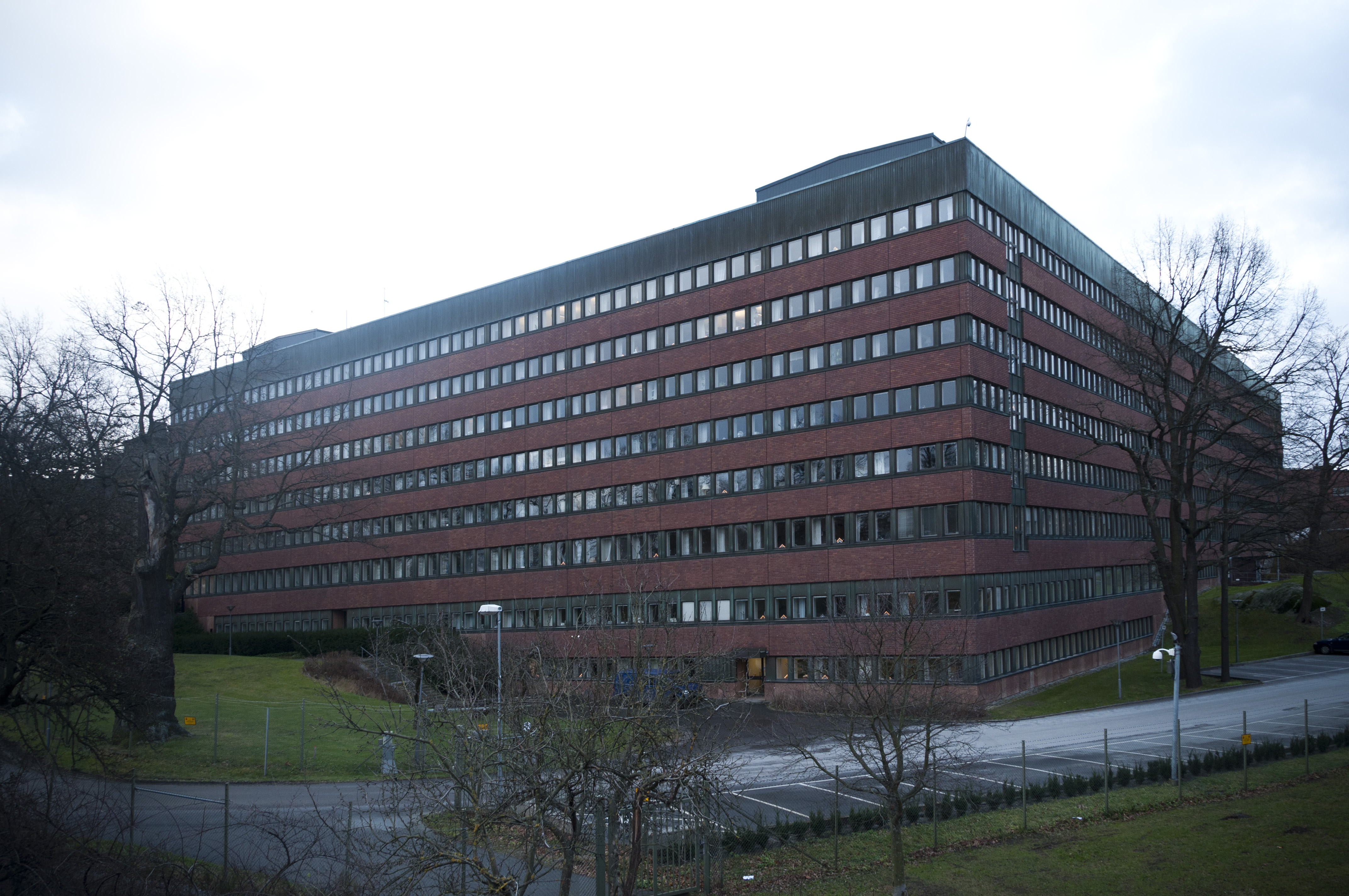
Bastionen på Lidingövägen 24.

I samband med att staben bildades som Arméledningen förlades den till byggnaden Bastionen vid Lidingövägen 24 i Stockholm. Den 7 januari 1998 invigdes nya lokaler för staben vid Stockholmsvägen 1 i Enköping. Fastigheten, vilken ligger i anslutning till Ledningsregementet, är mer känd som Bachohuset, och var ABB Fläkts direktionsbyggnad. Den 1 januari 2003 omlokaliserades staben till Uppsala garnison, där staben för Operativa insatsledningen (OPIL) var förlagd. Under 2007 kom staben att åter lokaliseras till Bastionen i Stockholm.

## Förbandschefer

### Arméledningen
- 1 juli 1994–30 mars 1996: Generallöjtnant Åke Sagrén
- 1 april 1996–31 december 1997: Generallöjtnant Mertil Melin

### Armécentrum

#### Chefer
- 1 januari 1998–30 juni 1998: Generallöjtnant Mertil Melin
- 1 juli 1998–30 juni 2000: Generalmajor Paul Degerlund

#### Ställföreträdande chefer
- 1998–2000: Överste av 1. graden Knut Einar Jonasson

### Armétaktiska kommandot

#### Chefer
- 1 juli 2000–2003: Generalmajor Alf Sandqvist
- 2003–2004: Brigadgeneral Håkan Espmark
- 2004–2007: Brigadgeneral Anders Brännström

#### Ställföreträdande chefer
- 2000–2002: Brigadgeneral Anders Lindström[a]
- 2003–2004: Överstelöjtnant Ulf Siverstedt
- 2004–2007: Överstelöjtnant Olof Granander

### Armétaktiska stabsledningen

#### Chefer
- 1 november 2007–13 september 2012: Generalmajor Berndt Grundevik
- 13 september 2012–2014: Generalmajor Anders Brännström
- 2014–2017: Brigadgeneral Stefan Andersson
- 2017–2018: Brigadgeneral Fredrik Ståhlberg

#### Ställföreträdande chefer
- 2007–2008: Brigadgeneral Anders Brännström
- 2008–2009: Vakant[10]

#### Stabschefer
- 2007–2008: Överste Olof Granander
- 2008–2009: Överste Mats Olof Blom
- 2009–2012: Överstelöjtnant Fredrik Ståhlberg
- 2012–2014: Överste Christer Tistam

## Namn, beteckning och förläggningsort
| Arméledningen            | 1994-07-01 | – | 1997-12-31 |
| Arméns taktiska centrum  | 1998-01-01 | – | 1998-06-30 |
| Armécentrum              | 1998-07-01 | – | 2000-06-30 |
| Arméns taktiska kommando | 2000-07-01 | – | 2007-03-31 |
| Arméns taktiska stab     | 2007-04-01 | – | 2018-12-31 |

| ATAC  | 1998-01-01 | – | 1998-06-30 |
| ArméC | 1998-07-01 | – | 2000-06-30 |
| ATK   | 2000-07-01 | – | 2007-03-31 |
| ATS   | 2007-04-01 | – | 2018-12-31 |

| Stockholms garnison | 1994-07-01 | – | 1997-12-31 |
| Enköpings garnison  | 1998-01-01 | – | 2002-12-31 |
| Uppsala garnison    | 2003-01-01 | – | 2008-03-?? |
| Stockholms garnison | 2008-03-?? | – | 2018-12-31 |